# Joseph Alois Daisenberger

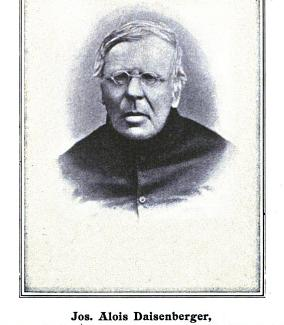
Joseph Alois Daisenberger, Abbildung aus dem Programm der Passionsspiele 1900

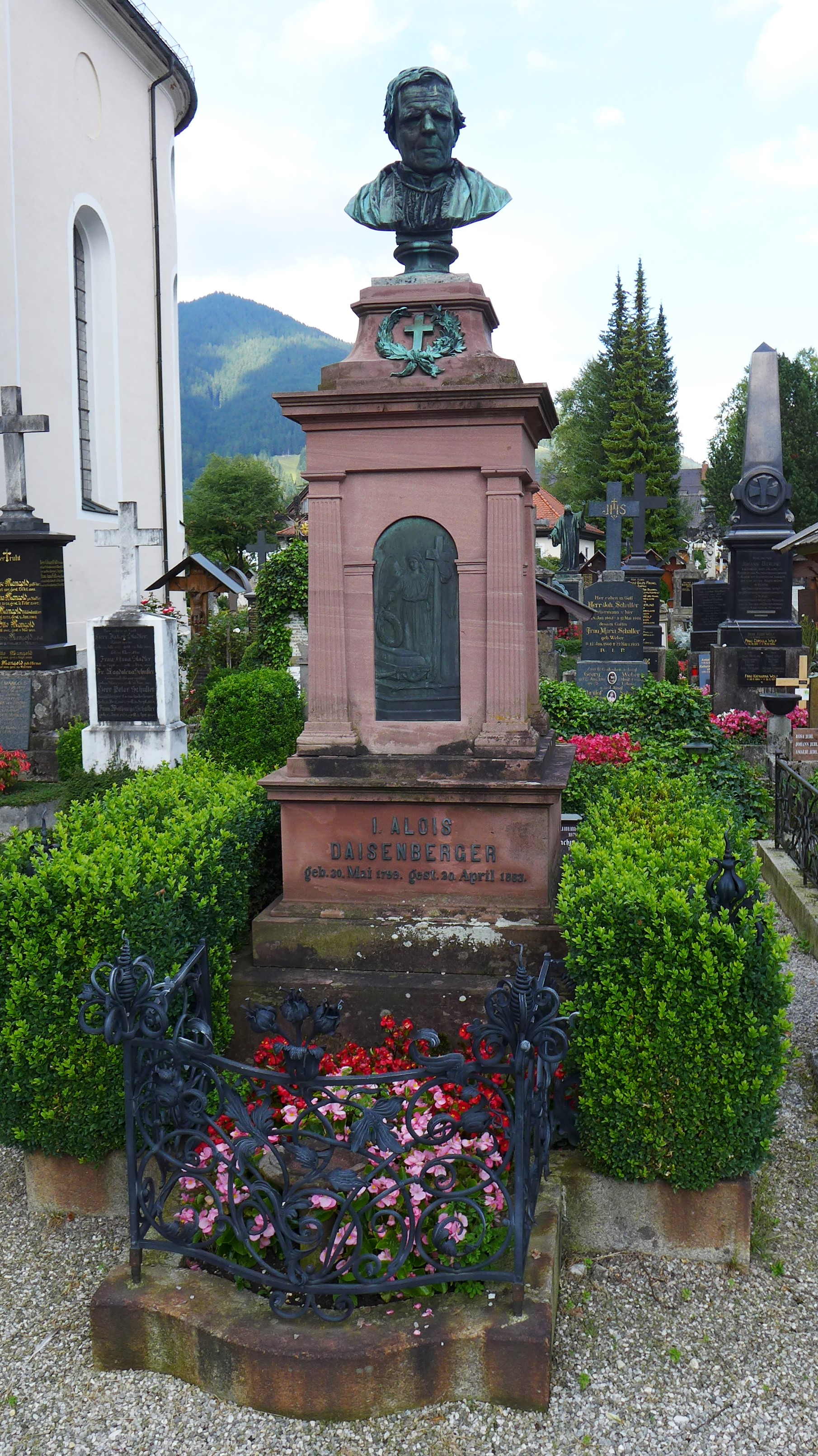
Grabstätte von Joseph Alois Daisenberger auf dem Kirchhof von Oberammergau

Joseph Alois Daisenberger, teilweise auch Joseph Alois Deisenberger, (* 30. Mai 1799 in Oberau; † 20. April 1883 in Oberammergau) war ein deutscher katholischer Pfarrer, Politiker, Spielleiter und Textdichter der Oberammergauer Passionsspiele.

## Leben und Werk
Zur Vorbereitung seiner Gymnasialstudien, die er 1816 am (heutigen) Wilhelmsgymnasium München abschloss, erhielt Joseph Alois Daisenberger Unterricht bei Othmar Weis (1770–1843), einem Benediktiner des 1803 säkularisierten Klosters Ettal. Weis hatte 1811 unter dem Titel „Das große Opfer auf Golgotha oder Geschichte des Leidens und Sterbens Jesu“ einen neuen Text für die Oberammergauer Passion verfasst. Von 1817 bis 1820 studierte Daisenberger in Landshut Theologie, u. a. bei Johann Michael Sailer. 1821 wurde er zum Priester geweiht. Danach war er als Pfarrgehilfe in Grassau, Schlehdorf und Farchant tätig. Von 1831 bis 1845 arbeitete Daisenberger als Pfarrer in Uffing am Staffelsee. 1845 wurde er zum Pfarrer von Oberammergau ernannt. Er begann, kleinere Theaterstücke im „vaterländischen“ Zeitgeschmack zu schreiben. Im 13. Landtag vertrat er den Wahlbezirk Weilheim in der Kammer der Abgeordneten. Im Jahr 1850 wurde ihm die Spielleitung der Oberammergauer Passionsspiele übertragen. Zunächst nahm Daisenberger Kürzungen und Korrekturen des Textes von Othmar Weis vor. 1858 revidierte er den Passionsspieltext grundlegend, indem er sich an Stilmitteln der antiken Tragödie orientierte. Für die Passionsaufführung 1870 überarbeitete er den Text abermals. Zwar fand sein in Jamben umgeschriebenes Textbuch keinen Eingang in die Spielpraxis, wohl aber seine neuen Prologe in alkäischen und sapphischen Versmaßen. Das religiöse Anliegen, das er mit dem Spiel beabsichtigte, erläuterte Daisenberger 1871 in seinem Predigtzyklus „Die Früchte der Passionsbetrachtung“.
Joseph Alois Daisenberger starb 1883 mit 83 Jahren und wurde auf dem alten Gemeindefriedhof von Oberammergau begraben.
Ab Ende der 1970er Jahre wurden Teile aus Daisenbergers Passionstext als antisemitisch kritisiert, vor allem seine Judas-Darstellung. Seit 1990 ist der Spielleiter Christian Stückl (* 1961) um eine Reform der Oberammergauer Passionsspiele bemüht.